# Saint-Germain-de-Grave
För andra betydelser, se Saint-Germain.
Saint-Germain-de-Grave är en kommun i departementet Gironde i regionen Nouvelle-Aquitaine i sydvästra Frankrike. Kommunen ligger i kantonen Saint-Macaire som tillhör arrondissementet Langon. År 2022 hade Saint-Germain-de-Grave 147 invånare.

## Befolkningsutveckling
Antalet invånare i kommunen Saint-Germain-de-Grave
Referens:INSEE